# Oodrive
 (mai 2024).
Oodrive est un éditeur de logiciels dont le cœur de métier est la protection de la donnée sensible pour les entreprises. La société propose une suite collaborative en SaaS (Software As A Service) comprenant des solutions cloud : partage de fichiers, conférence sécurisée et signature électronique. 
Oodrive répond aux certifications les plus exigeantes en matière de sécurité au niveau européen. Membre actif de Tech In France, d'EuroCloud, ou encore d'Hexatrust et de la FNTC, Oodrive se présente comme l'un des leaders du cloud computing français et de la gestion des données sensibles. L'entreprise compte plus de 15 000 clients entreprises, dont plus de 80 % du CAC 40. La société est engagée dans divers projets d'État pour la promotion d'un cloud souverain. 
Oodrive fait partie des organisations qui soutiennent le projet de Campus Cyber ayant pour ambition de faire de la France un leader européen de la cybersécurité, en rassemblant les expertises des industriels, chercheurs français et organismes publics en un seul et même lieu.
Oodrive est un éditeur qui propose des solutions SaaS et des infrastructures qualifiées SecNumCloud — le plus haut niveau de sécurité délivré par l’Agence nationale de la sécurité des systèmes d'information (ANSSI) — permettant de protéger les informations et données sensibles des entreprises privées, des administrations publiques, des Organismes d’Importance Vitale et des Opérateurs de Services Essentiels.

## Historique
L'entreprise est créée en l'an 2000 par Stanislas de Rémur, Edouard de Rémur, et Cédric Mermilliod.  
En 2002, La société sort la première version de son logiciel iExtranet, solution de partage et de travail collaboratif et de Adbackup pour la sauvegarde en ligne. AOL choisit en 2003 Oodrive pour sa solution Aol Stockage, dont bénéficie l'ensemble des abonnés AOL. En 2006, Oodrive signe un partenariat avec la Fnac pour le développement de son Pack essentiel.
Iris Capital investit en 2007 4 millions d’euros au capital d’Oodrive.
En 2008, Le Ministère de l’Enseignement et de la Recherche décerne à Oodrive le statut de « Jeune entreprise innovante ».
En 2009, l'entreprise se classe 27e du Deloitte Technology Fast 50et Darty sélectionne Oodrive pour son pack sécurité baptisé Sérénité. C'est aussi l'année du lancement de la solution PostFiles, destinée au partage et à la synchronisation de fichiers en ligne.
La société s'implante en 2010 en Asie et en Espagne et passe 65e au classement EuroSoftware 100. En 2011, Time Equity Partners investit 7,5 millions d’euros dans le Groupe Oodrive.
En 2013, Oodrive lance RKube, sa solution concurrente à Dropbox pour le stockage, la synchronisation et le partage de fichiers à destination du grand public, et remporte le trophée de la meilleure performance financière aux États Généraux du Cloud Computing, et intègre le fonds d'investissement R Capital (Rothschild) qui reprend les parts de Iris Capital.
En 2014, Oodrive s'implante en Allemagne et au Brésil. L'année suivante, la société se classe à la 29e place du GSL100 (Global Software Leader).
De 2013 à 2015, Oodrive collabore avec l’ANSSI à la définition du référentiel SecNumCloud.
En 2016, l'entreprise est élue « Champion 2016 du numérique BtoB » par le Pôle de compétitivité Systematic Paris-Region[réf. non conforme].
En mars 2017, Oodrive effectue une levée de fonds de 65 millions d'euros auprès d'investisseurs français dont Tikehau Capital, MI3 et NextStage.
En 2019, Oodrive est le premier acteur à obtenir le visa de sécurité ANSSI, pour 3 ans, via la qualification SecNumCloud pour l’ensemble de ses offres de cloud privé[réf. nécessaire].
À l'automne 2019, la société obtient la certification d'Hébergeur de Données de Santé (HDS) délivrée sous l’égide du Comité français d’accréditation
A l'été 2021, elle fait l’acquisition de SELL&SIGN, solution de signature électronique intelligente.
Début 2022, elle fait évoluer son offre et l'articule autour de trois grands piliers : 
- Oodrive Work pour le partage de contenus sensibles et la collaboration,
- Oodrive Meet pour l'organisation de réunions stratégiques,
- Oodrive Sign pour la signature électronique.

En 2022 Oodrive renouvelle sa qualification pour une durée de 3 ans[réf. nécessaire].
En 2022, Oodrive, Tixeo et Olvid s'allient pour créer une alternative française de logiciel en ligne de gestion de projet et de travail collaboratif pour les données les plus sensibles des administrations, ministères et opérateurs d'importance vitale (OIV).